# Bolagsverket

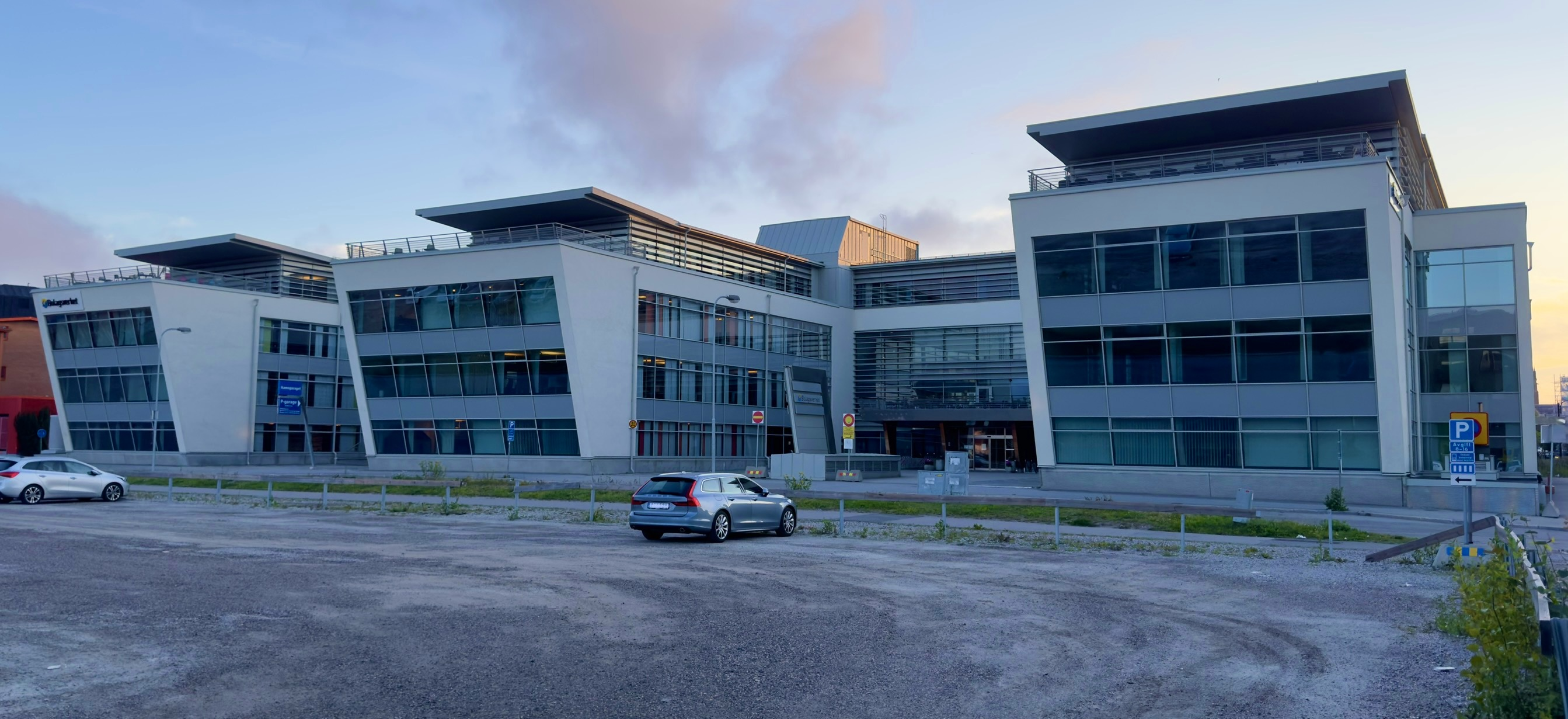
Bolagsverkets huvudkontor i Sundsvall.

Bolagsverket är en avgiftsfinansierad svensk statlig registreringsmyndighet som huvudsakligen hanterar registreringen av nya företag och registerändringar för befintliga företag, såsom ändring av adress och byte av styrelse och revisorer. Myndigheten tar emot årsredovisningar och registrerar företagsinteckningar och fattar beslut om likvidation. Myndigheten tillhandahåller också företagsfakta (registerinformation om Sveriges företag och föreningar) och arbetar i samverkan med andra aktörer för att utveckla tjänster som bidrar till en enklare vardag för företag och företagande. Myndigheten har cirka 600 anställda.
De registrerade företagsuppgifterna finns tillgängliga exempelvis via tjänsterna "Näringslivsregistret" och "Sök företagsfakta". Företagarsajten Verksamt.se är en gemensam e-tjänst hos Bolagsverket, Skatteverket och Tillväxtverket för att starta och driva företag.
Bolagsverkets generaldirektör sedan september 2023 är Inga Otmalm.

## Bolagsverkets uppgifter i krig
Myndigheten är från 1 oktober 2022 beredskapsmyndighet och ingår i beredskapssektorn försörjning av grunddata. Detta innebär att myndigheten har ansvar för att säkerställa tillgången till viktig företagsinformation även under kriser, höjd beredskap och krig.
Som beredskapsmyndighet ska Bolagsverket:
Upprätthålla och skydda företagsregister: Säkerställa att information om företag och föreningar är tillgänglig och korrekt, vilket är avgörande för samhällets funktionalitet under kriser.
Samarbeta med andra myndigheter: Inom sektorn för försörjning av grunddata samarbetar Bolagsverket med andra myndigheter, såsom Skatteverket, Lantmäteriet och Myndigheten för digital förvaltning (DIGG). Tillsammans arbetar de för att upprätthålla och skydda kritisk information om företag, fastigheter och geografiska data, vilket är avgörande för samhällets funktionalitet under kriser. 
Bekämpa ekonomisk brottslighet: I samarbete med Finansinspektionen motverka penningtvätt och finansiering av terrorism, vilket är särskilt viktigt under instabila tider.
För att kunna fullfölja sina uppgifter under höjd beredskap och krig krävs det att Bolagsverket utvecklar sin organisation och sina arbetsformer. Detta arbete är resurskrävande och myndigheten har därför hemställt om ökade förvaltningsanslag för att täcka kostnader för systemstöd, ökad robusthet och personal.

## Historik
De uppgifter som Bolagsverket har låg fram till bildandet 2004 på Patent- och registreringsverkets (PRV:s) bolagsavdelning. 
1897 förlades registreringen av aktiebolag till Kungliga Patent- och registreringsverket (PRV), som hade varit en separat myndighet sedan 1895. En särskild avdelning för bolagsärenden inrättas. Verksamheten lokaliseras till Brunkebergstorg i Stockholm. Så småningom togs länsstyrelsernas handelsregister över, och verksamheten kom att omfatta fler företagsformer. PRV:s bolagsbyrå utlokaliserades 1978 till Sundsvall, ursprungligen till Hotell Knausts lokaler. 1985 bytte Bolagsbyrån namn till Bolagsavdelningen. 1991 flyttades verksamheten till en nybyggd fastighet vid Badhusparken i Sundsvall (idag Sundsvalls Tidnings lokaler).
Enheten tog under 1990-talet över uppgifter från tingsrätterna, Kommerskollegium och länsstyrelserna, bland annat handels- och föreningsregistren. Sedan 2003 kan enskilda firmor registreras elektroniskt via Internet hos Bolagsverket och Skatteverket.
PRV fick vid sekelskiftet synpunkter av regeringen för oklar styrning, långa handläggningstider, budget ur balans och intern oenighet. En orsak var att PRV:s bolagsavdelning hade beställt det generiska IT-systemet Bolit, som på grund av oklara specifikationer och löpande räkning från leverantören blev för dyrt (280 miljoner mot budgeterade 190) och inte kunde användas. PRV höjde därför avgifterna.
För att förbättra styrningen av verksamheten delades PRV i två myndigheter, varvid dåvarande bolagsavdelningen (PRV Bolag) blev Bolagsverket, som bildades den 1 juli 2004.
2007 tog Bolagsverket över Post- och Inrikes Tidningar, världens äldsta dagstidning, och kungör uppgifter elektroniskt. 2008 startades företagarwebbplatsen verksamt.se, med information och e-tjänster för företagare från tre myndigheter; Bolagsverket, Skatteverket och Tillväxtverket.
I november 2008 flyttade myndigheten från Badhusparken till Stuvarvägen 21 i Inre hamnen i Sundsvall. Byggnaden är ritad av Martin Häller, arkitekt SAR/MSA.

## Näringslivsregistret
I Näringslivsregistret är ett register som hanteras av Bolagsverket och som innehåller fakta om svenska företag. Registret möjliggör exempelvis att kontrollera en styrelse, ladda ner årsredovisningar eller ett elektroniskt registreringsbevis. E-registreringsbeviset innehåller samma information som bevisen i pappersform.

## Generaldirektörer
- 2004–2006: HG Wessberg
- 2008–2017: Annika Bränström
- 2017–2023: Annika Stenberg
- 2023–: Inga Otmalm